# Società Sportiva La Dominante 1938-1939
Questa pagina raccoglie i dati riguardanti la Società Sportiva La Dominante nelle competizioni ufficiali della stagione 1938-1939.

## Stagione
La Dominante chiuse la stagione all'undicesimo posto nel girone H della Serie C 1938-1939, retrocedendo pertanto in Prima Divisione 1939-1940. Tuttavia la società, a stagione conclusa, non riuscì a rimanere in vita e sparì dal panorama calcistico].

## Rosa
Di seguito, alcuni dei giocatori in rosa.
| N. |                   | Ruolo | Calciatore       |
| -- | ----------------- | ----- | ---------------- |
|    | Italia (bandiera) | P     | Cotroneo         |
|    | Italia (bandiera) | P     | Toscano          |
|    | Italia (bandiera) | P     | Nunnari          |
|    | Italia (bandiera) |       | Francesco Perna  |
|    | Italia (bandiera) |       | Arturo Morano    |
|    | Italia (bandiera) |       | De Girolamo      |
|    | Italia (bandiera) |       | Antonino Pace    |
|    | Italia (bandiera) |       | Porcino          |
|    | Italia (bandiera) | C     | Armando Senatore |
|    | Italia (bandiera) |       | Giovanni Fotia   |
|    | Italia (bandiera) |       | Alampi           |
|    | Italia (bandiera) | A     | Ottavio Misefari |
|    | Italia (bandiera) |       | Gaetano Pezzano  |

| N. |                   | Ruolo | Calciatore      |
| -- | ----------------- | ----- | --------------- |
|    | Italia (bandiera) |       | Francesco Cara  |
|    | Italia (bandiera) |       | Vigilante I     |
|    | Italia (bandiera) |       | Vigilante II    |
|    | Italia (bandiera) |       | Vigilante III   |
|    | Italia (bandiera) |       | Tobia           |
|    | Italia (bandiera) |       | Ernesto Liconti |
|    | Italia (bandiera) |       | Accarino        |
|    | Italia (bandiera) |       | Surace          |
|    | Italia (bandiera) |       | Novello         |
|    | Italia (bandiera) |       | Crocè           |
|    | Italia (bandiera) |       | Fortugno        |
|    | Italia (bandiera) |       | La Gamba        |

## Risultati

### Serie C

#### Girone di andata
| Arbitro: | Siniscalchi (Napoli) |

|  |           |                                                    |
|  | Marcatori | 3’ 9’ Benassi 24’ Puccini 42’ Casalino 75’ Corallo |

| Arbitro: | Ferrante (San Severo) |

|                                  |           |  |
| Negri 9’ 88’ Abatematteo 26’ 86’ | Marcatori |  |

| Arbitro: | Laterza |

|                                     |           |                   |
| Cavalieri 10’ 65’ Brondi 70’ (rig.) | Marcatori | 25’ Vigilante III |

| Reggio Calabria 9 ottobre 1938 | Dominante R.C. | 0 – 2 | Brindisi | Stadio Michele Bianchi |

| Cosenza 16 ottobre 1938                                               | Cosenza   | 4 – 0 | Dominante R.C. | Campo Sportivo "Città di Cosenza" |
| \| \| \| \| \| Bacin 6’ 22’ Cattarin 55’ Pucci 66’ \| Marcatori \| \| |           |       |                |                                   |
|                                                                       |           |       |                |                                   |
| Bacin 6’ 22’ Cattarin 55’ Pucci 66’                                   | Marcatori |       |                |                                   |

| Reggio Calabria 30 ottobre 1938, ore 14:30                                              | Dominante R.C. | 0 – 4                                                 | Siracusa | Stadio Michele Bianchi |
| \| \| \| \| \| \| Marcatori \| 5’ Cancellieri 74’ Coccolo 80’ Spanghero 89’ Peresson \| |                |                                                       |          |                        |
|                                                                                         |                |                                                       |          |                        |
|                                                                                         | Marcatori      | 5’ Cancellieri 74’ Coccolo 80’ Spanghero 89’ Peresson |          |                        |

| Arbitro: | Cilento (Sovereto) |

|                                                |           |  |
| Valentini 4’ De Bernardi 21’ M. Castellano 82’ | Marcatori |  |

| Arbitro: | Scotti (Taranto) |

|                     |           |                                               |
| Vigilante I 65’ 66’ | Marcatori | 10’ 75’ (rig.) Volpe 34’ Oriana 52’ Feliciani |

| Arbitro: | Mascheroni |

|                                              |           |  |
| Flumini 19’ Catesi 21’ 74’ 75’ Rossi 48’ 52’ | Marcatori |  |

| Arbitro: | Dattilo (Roma) |

|                 |           |                 |
| Pezzano 17’ 75’ | Marcatori | 30’ 43’ Villari |

| Arbitro: | Siino (Palermo) |

|                                                           |           |  |
| Pinto 34’ Antolini 37’ 89’ Bellini 40’ 54’ Todeschini 50’ | Marcatori |  |

#### Girone di ritorno
| Arbitro: | Laterza |

|                                                                           |           |  |
| Benassi 3’ 18’ 75’ Gé 31’ 39’ 51’ 67’ Culot 35’ 74’ Greco 50’ Puccini 70’ | Marcatori |  |

| Arbitro: | Nocentini (Palermo) |

|  |           |                                |
|  | Marcatori | 44’ 74’ Barluzzi 82’ Tessitore |

| Reggio Calabria 29 gennaio 1939                                | Dominante R.C. | 0 – 3                        | Potenza | Stadio Michele Bianchi |
| \| \| \| \| \| \| Marcatori \| 28’ 61’ Giordano 59’ Polesel \| |                |                              |         |                        |
|                                                                |                |                              |         |                        |
|                                                                | Marcatori      | 28’ 61’ Giordano 59’ Polesel |         |                        |

| Arbitro: | Costantini (Pescara) |

|                                                    |           |  |
| Chiara 3’ Pollini 25’ 40’ 50’ 60’ 85’ Barsella 87’ | Marcatori |  |

| Arbitro: | Montuori |

|                   |           |           |
| Vigilante III 59’ | Marcatori | 25’ Bacin |

| Siracusa 19 febbraio 1939                                                                 | Siracusa  | 5 – 1               | Dominante R.C. | Stadio Vittorio Emanuele III |
| \| \| \| \| \| Fermann 8’ 30’ 82’ Peresson 27’ 77’ \| Marcatori \| 48’ (rig.) Accarino \| |           |                     |                |                              |
|                                                                                           |           |                     |                |                              |
| Fermann 8’ 30’ 82’ Peresson 27’ 77’                                                       | Marcatori | 48’ (rig.) Accarino |                |                              |

| Arbitro: | Dotto (Palermo) |

|              |           |                       |
| Accarino 16’ | Marcatori | 77’ Carenza 89’ Lepre |

| Arbitro: | Signorile (Bari) |

|                                                     |           |  |
| Migotti 18’ Volpe 21’ 31’ Vecchina 39’ Felicani 84’ | Marcatori |  |

| Reggio Calabria 12 marzo 1939                              | Dominante R.C. | 0 – 2                    | Pro Lecce | Stadio Michele Bianchi |
| \| \| \| \| \| \| Marcatori \| 18’ Dentuti 73’ Scavazza \| |                |                          |           |                        |
|                                                            |                |                          |           |                        |
|                                                            | Marcatori      | 18’ Dentuti 73’ Scavazza |           |                        |

| Arbitro: | Laterza |

|                                                                   |           |                               |
| Gaetano 23’ 72’ 83’ Figliomeni 53’ 82’ Barberio 60’ Sacco 64’ 77’ | Marcatori | 42’ Pezzano 80’ Vigilante III |

| Arbitro: | Scotti (Taranto) |

|  |           |                                                       |
|  | Marcatori | 28’ Tedeschini 62’ Amadesi 64’ Di Bella 85’ Ravizzoli |